# IAAF Grand Prix Final
La IAAF Grand Prix Final, o semplicemente Finale del Grand Prix, era una competizione di atletica leggera, organizzata dalla IAAF (la Federazione internazionale di atletica leggera), che si è disputata annualmente dal 1985 al 2002 per un totale di 18 edizioni. Dal 2003 (e fino al 2009) la competizione è stata sostituita dalla IAAF World Athletics Final.

## Edizioni
| Ed. | Anno | Città             | Paese          |
| --- | ---- | ----------------- | -------------- |
| 1   | 1985 | Roma              | Italia         |
| 2   | 1986 | Roma              | Italia         |
| 3   | 1987 | Bruxelles         | Belgio         |
| 4   | 1988 | Berlino Ovest     | Germania Ovest |
| 5   | 1989 | Monaco            | Monaco         |
| 6   | 1990 | Atene             | Grecia         |
| 7   | 1991 | Barcellona        | Spagna         |
| 8   | 1992 | Torino            | Italia         |
| 9   | 1993 | Londra            | Regno Unito    |
| 10  | 1994 | Parigi            | Francia        |
| 11  | 1995 | Monaco            | Monaco         |
| 12  | 1996 | Milano            | Italia         |
| 13  | 1997 | Fukuoka           | Giappone       |
| 14  | 1998 | Mosca             | Russia         |
| 15  | 1999 | Monaco di Baviera | Germania       |
| 16  | 2000 | Doha              | Qatar          |
| 17  | 2001 | Melbourne         | Australia      |
| 18  | 2002 | Parigi            | Francia        |